# 高官寨村 (章丘市)
高官寨村，中华人民共和国山东省济南市章丘市高官寨镇所辖的一个行政村。全行政村人口417户、1599人。耕地面积3375亩。行政区划代码370181114218。